# Young De
"Young De" es un rapero de Orange County, California que está asignado a la firma discográfica de B-Real, "Audio Hustlaz", y a la de Ca$his, Bogish Brand Entertainment. Ha colaborado con artistas como Xzibit, Too Short, DJ Skee, Mitchy Slick, Kurupt y BBG'Z, también lanzó en el 2008 un mixtape junto a Cashis, llamado "Homeland Security", del cual lanzaron dos sencillos que son Can't Move Me junto a Mitchy Slick, y "In God's Hand", en el álbum de B-Real, llamado "Smoke N Mirrors", lanzado en el 2009, participó en las canciones: "Don't Ya Dare Laugh", "6 Minutes", "10 Steps Behind", "Dr. Hyphenstein", y "When We're Fucking".

## Discografía
- 2008 - Homeland Security (con Ca$his)

## Colaboraciones
- B-Real "Don't Ya Dare Laugh (con B-Real)" (Smoke N Mirrors, 2009)